# Franco Martínez
Franco Nicolás Martínez Brazeiro (Artigas, Uruguay, 26 de noviembre de 1998), más conocido como Franco Martínez, es un futbolista uruguayo. Juega de mediocentro defensivo.

## Trayectoria

### Peñarol
Surgió de las Divisiones Formativas del Club Atlético Peñarol. Hizo su debut oficial en la Primera División el 7 de octubre de 2017 en la goleada frente a Fénix por 3 a 0 en el Campeón del Siglo, correspondiente a la fecha 6 del Torneo Clausura.
Entró a los 71 minutos, reemplazando a Walter Gargano. Se posicionó en el sector zurdo del mediocampo y logró mostrar varias de sus mejores cualidades, debutó de forma exitosa.
El 25 de noviembre del mismo año, Peñarol conquista el Torneo Clausura, guardándose un lugar en la definición del Campeonato Uruguayo.

### Bellinzona
En julio de 2019, Franco es cedido a préstamo al club suizo Bellinzona durante seis meses.

### Central
Tras su paso por Suiza, llega en calidad de cedido al Central Español. Club donde logró el ascenso a la Primera División de cara al 2021, siendo pieza fundamental de la plantilla, logrando completar todos los minutos que el equipo disputó.

## Selección nacional

### Sub-15
Ha sido internacional con la Selección de fútbol sub-15 de Uruguay en el 2013, donde disputó el Campeonato Sudamericano de Fútbol Sub-15 de 2013, donde fueron eliminados en fase de grupos. Durante su permanencia fue capitán.

### Sub-17
Con la Selección de fútbol sub-17 de Uruguay logró disputar diez partidos, en los cuales llegó a marcar un gol.

## Estadísticas
Actualizado al 27 de noviembre de 2020.
Último partido citado: Central Español 3-1 Racing Club.
| Club                            | División      | Temporada     | Liga  | Liga  | Liga   | Copas nacionales(1) | Copas nacionales(1) | Copas nacionales(1) | Torneos internacionales(2) | Torneos internacionales(2) | Torneos internacionales(2) | Total(3) | Total(3) | Total(3) | Media goleadora |
| Club                            | División      | Temporada     | Part. | Goles | Asist. | Part.               | Goles               | Asist.              | Part.                      | Goles                      | Asist.                     | Part.    | Goles    | Asist.   | Media goleadora |
| ------------------------------- | ------------- | ------------- | ----- | ----- | ------ | ------------------- | ------------------- | ------------------- | -------------------------- | -------------------------- | -------------------------- | -------- | -------- | -------- | --------------- |
| C. A. Peñarol · Uruguay         | 1.ª           | 2017          | 7     | 0     | 0      | 0                   | 0                   | 0                   | 0                          | 0                          | 0                          | 7        | 0        | 0        | 0,00            |
| C. A. Peñarol · Uruguay         | 1.ª           | 2018          | 10    | 0     | 0      | 0                   | 0                   | 0                   | 5                          | 0                          | 0                          | 15       | 0        | 0        | 0,00            |
| C. A. Peñarol · Uruguay         | 1.ª           | 2019          | 0     | 0     | 0      | 0                   | 0                   | 0                   | 2                          | 0                          | 0                          | 2        | 0        | 0        | 0,00            |
| C. A. Peñarol · Uruguay         | Total club    | Total club    | 17    | 0     | 0      | 0                   | 0                   | 0                   | 7                          | 0                          | 0                          | 24       | 0        | 0        | 0,00            |
| A. C. Bellinzona · Suiza        | 3.ª           | 2019          | 0     | 0     | 0      | 0                   | 0                   | 0                   | 0                          | 0                          | 0                          | 0        | 0        | 0        | 0,00            |
| A. C. Bellinzona · Suiza        | Total club    | Total club    | 0     | 0     | 0      | 0                   | 0                   | 0                   | 0                          | 0                          | 0                          | 0        | 0        | 0        | 0,00            |
| Central Español F. C. · Uruguay | 2.ª           | 2020          | 22    | 2     | 2      | 0                   | 0                   | 0                   | 0                          | 0                          | 0                          | 22       | 2        | 2        | 0,09            |
| Central Español F. C. · Uruguay | Total club    | Total club    | 22    | 2     | 2      | 0                   | 0                   | 0                   | 0                          | 0                          | 0                          | 22       | 2        | 2        | 0,09            |
| Total carrera                   | Total carrera | Total carrera | 39    | 2     | 2      | 0                   | 0                   | 0                   | 7                          | 0                          | 0                          | 46       | 2        | 2        | 0,04            |

## Palmarés

### Campeonatos nacionales
| Título              | Club    | País    | Año  |
| ------------------- | ------- | ------- | ---- |
| Torneo Clausura     | Peñarol | Uruguay | 2017 |
| Campeonato Uruguayo | Peñarol | Uruguay | 2017 |
| Supercopa Uruguaya  | Peñarol | Uruguay | 2018 |
| Torneo Clausura     | Peñarol | Uruguay | 2018 |
| Campeonato Uruguayo | Peñarol | Uruguay | 2018 |
| Torneo Apertura     | Peñarol | Uruguay | 2019 |
| Torneo Clausura     | Peñarol | Uruguay | 2021 |
| Campeonato Uruguayo | Peñarol | Uruguay | 2021 |